# Didier Goldschmidt
Didier Goldschmidt, né le 5 juin 1959 dans le 20e arrondissement de Paris et mort le 25 janvier 2025 dans le 17e arrondissement de la même ville, est un réalisateur français.

## Biographie
Didier Goldschmidt collabore à la revue Cinématographe de 1980 à 1986 avant de passer à la réalisation. Son premier long métrage, Ville étrangère, est une adaptation de L'Heure de la sensation vraie de Peter Handke.
Il est le fils de l'écrivain et traducteur Georges-Arthur Goldschmidt.
Il est inhumé au cimetière du Père-Lachaise (division 49).

## Filmographie
- 1988 : Ville étrangère
- 1990 : Wanted Female (court métrage consacré à Pierre Guyotat)
- 1998 : Alissa